# Chu Lun Chan
Chu Lun Chan (romanización de 楚顱嗯贊) ( 1952) es un profesor, y botánico chino, que ha trabajado extensamente en el "Instituto de Botánica", de la Academia China de las Ciencias; especialista en la taxonomía de Orchidaceae.
Ha publicado, entre otras, en Orchid Review, Acta Phytotaxonomica Sinica.
- La abreviatura «C.L.Chan» se emplea para indicar a Chu Lun Chan como autoridad en la descripción y clasificación científica de los vegetales.[5]